# Frida Mentz-Kessel
Frida Mentz-Kessel, geb. Kessel (* 26. Juli 1878 in Graz; † 1969 in Jena) war eine deutsche Malerin und Grafikerin.

## Leben und Werk
Die Eltern Frida Kessels waren Johannes Kessel, Arzt für Ohrenheilkunde, und Marie, geb. Moristsch. Die Familie zog 1885 aus Graz nach Jena, wohin ihr Vater als Professor an die Universität Jena berufen wurde. Während ihrer Schulzeit nahm Frida Kessel bei Bertha Froriep und Otto Rasch ihren ersten Zeichenunterricht. Im Januar 1900 zog sie zum Kunststudium an der privaten Deutschen Kunst- und Übungsstätte für Frauen nach Prag, wo sie bei Verwandten wohnen konnte, und 1903 nach München.
Nach dem Studium ging sie zurück nach Jena und betätigte sich als Malerin und Grafikerin, vor allem Linolschneiderin, schuf Batiken und töpferte. Sie war Mitglied des Künstlerbunds Ostthüringen. An der Jenaer Volkshochschule leitete sie von 1919 bis 1933 einen Lehrgang „Geschmackspflege in der Familie“. Sie unterhielt sporadische Kontakte zum Serakreis Jena. Einer ihrer Nachbarn war Ernst Haeckel, zu dem sie freundschaftliche Beziehungen unterhielt.
Während der Zeit des Nationalsozialismus gehörte Frida Mentz-Kessel, u. a. mit den Künstlern Oswald Baer und Hermann Schäfer-Kirchberg (1890–1970), zu den Unterstützern der Glaskünstlerin Grete Körner (1901–1983), der jüdischen Ehefrau des Malers und Glasgestalters Fritz Körner.
Nach 1945 arbeitete Frida Mentz-Kessel in Jena weiter als freischaffende Künstlerin. Sie war Mitglied des Verbands Bildender Künstler der DDR. 
Frida Mentz-Kessel war seit 1920 mit dem Historiker Georg Mentz verheiratet. Ihre Kinder waren Soniamaria (* 1913) und Barbara (* 1915).

## Ausstellungen (mutmaßlich unvollständig)

### Einzelausstellungen
- 1958: Jena, Stadtmuseum (Malerei, Grafik, Batik)
- 2023: Jena, Stadtmuseum (Malerei, Grafik, Batik)

### Ausstellungsbeteiligungen
- 1912 und 1913: Jena, Jenaer Kunstverein
- 1914: Leipzig, Internationale Ausstellung für Buchgewerbe und Graphik (Bugra)
- 1962/1963: Dresden, Fünfte Deutsche Kunstausstellung

#### Postum
- 1979: Gera, Bezirkskunstausstellung (Retrospektive)

## Werke (Auswahl)

### Tafelbild
- Meine Familie (1931, Stadtmuseum Jena)[4]

### Linolschnitte
- Schülerrat (um 1920, 21 × 20,5 cm; Bestandteil einer Grafikmappe des Künstlerbunds Ostthüringen)
- Am Anger in Thüringen (um 1952)[5][6]
- Strandfreuden (um 1952)[7]
- Traum und Wirklichkeit (um 1952)[8]